# Давньогрецька кухня

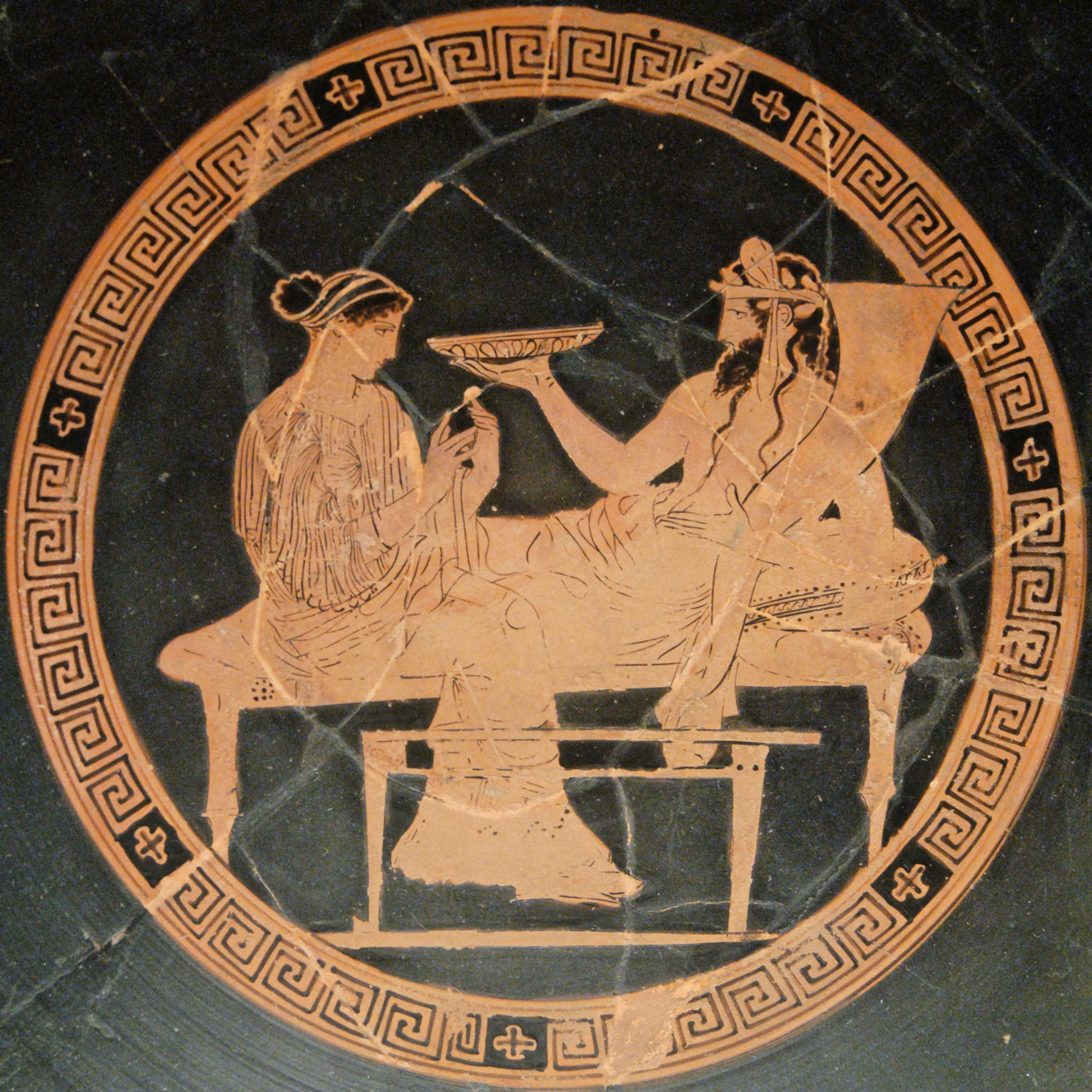
Персефона і Гадес

Давньогрецька кухня не відрізняється особливими вишуканостями, зважаючи на досить обмежене число сільськогосподарських культур. В основі страв лежала так звана «Середземноморська тріада», куди входить пшениця, оливкова олія і вино. Нам відомо про кухню і культурі їжі в Стародавній Греції з літературних джерел (здебільшого з комедій Арістофана і цитат граматики Афінея, який жив на рубежі II—III ст. До н. е.), а також по фрескам, вазопису і теракотовим статуеткам. Необхідно мати на увазі, що в різні періоди в різних частинах грецького світу кухня помітно відрізнялася; існували, зрозуміло, і соціальні відмінності.

## Трапеза
Греки їли чотири рази на день. Сніданок складався з ячмінного хліба, просоченого вином, іноді в хліб додавали фіги або оливки. Легкий другий сніданок проходив приблизно опівдні або відразу після полудня. Обід, найважливіший прийом їжі протягом дня, зазвичай проходив з настанням сутінків. Іноді вдень ближче до вечора проходив полуденок, ще один легкий прийом їжі. Чоловіки і жінки харчувалися роздільно. Якщо будинок був занадто маленький, спочатку їли чоловіки, потім — жінки. Подавали їжу раби.
Грецьке слово «сімпосій» (грец. συμπόσιον, symposion) перекладається як «спільний бенкет». У Греції сімпосій був однією з найулюбленіших форм проведення часу і важливою частиною суспільного життя. Він складався з двох частин: перша була відведена на їжу, здебільшого це були легкі закуски, а друга частина була присвячена розпиванню напоїв. Однак вино вживали разом з їжею, а напої супроводжувалися легкими закусками, такими як горіхи, боби, смажена пшениця або медові пироги. Друга частина починалася з возз'єднання, найчастіше в честь Діоніса, яке супроводжувалася розмовами або іграми, такими як коттаб. Гості розташовувалися напівлежачи на подушках, поруч на низьких столах була їжа або ігри. Танцівниці, акробати і музиканти розважали багатьох учасників бенкету. За винятком флейтисток, танцівниць і гетер, в сімпосії брали участь тільки чоловіки. Поряд з грандіозними бенкетами багатіїв існували і скромні бенкети бідняків. Головним змістом бенкету могло бути не тільки пияцтво і обжерливість, а й інтелектуальна бесіда; звідси виник особливий жанр літератури, що описує розмову на симпосії. До цього жанру належать твори під назвою «Бенкет» Платона (див. Бенкет (Платон)) та Ксенофонта (див. Бенкет (Ксенофонт)), «Застільні бесіди» з «Моралій» Плутарха і книга Афінея «Бенкет мудреців».
Термін «сисситії» означає «спільне поїдання хліба». Сисситії являли собою обов'язкову спільну трапезу соціальної чи релігійної групи чоловіків і юнаків; такий бенкет об'єднував в собі аристократичний клуб і збори військового загону. Як і на сімпосії, на сисситії зазвичай були присутні тільки чоловіки (при цьому на деякі сисситіях збиралися тільки жінки). На такому бенкеті всі страви були простими і не відрізнялися великою різноманітністю.

## Продукти

### Хліб
Зернові культури становили основу раціону. Особливою популярністю користувалися пшениця (грец. σῖτος, sitos) і ячмінь. Зерна пшениці спочатку вимочували для того, щоб вони стали м'якшими, потім перемелювали на борошно (греч. ἀλείατα}, aleiata). З отриманого борошна робили тісто, з якого потім виготовляли булки (греч. ἄρτος, artos) або облатки. Іноді в отримані вироби додавали сир або мед. Дріжджів тоді не використовували, замість них застосовувалася винна закваска. Приготовлені з тіста булки запікали в домашній глиняній печі (греч. ἰπνός, ipnos).
Приготувати ячмінний хліб було набагато складніше. Спочатку ячмінь обсмажували і тільки потім перемелювали на борошно. Саме з такого борошна готували ячмінний корж (греч. μάζα) — головну страву грецької кухні. У комедії «Мир» Арістофан вживає вираз «ἔσθειν κριθὰς μόνας» (буквально «харчуватися тільки ячменем») у значенні близькому до звичного нам «сидіти на воді та хлібі». Відомо кілька рецептів ячмінних коржів; як і пшеничний хліб, їх могли їсти з сиром або медом.

### Фруктитаовочі
У класичний період разом з хлібними виробами часто подавали різні види гарніру: капусту, цибулю, сочевицю, солодкий горох, нут, кінські боби та ін. Такий гарнір мав консистенцію супу або каші. У нього додавали оливкову олію, оцет, трави або рибний соус. Згідно з творами Арістофана, товчені боби були улюбленою стравою Геракла. Взагалі, бобові при малій доступності м'яса грали роль основного джерела білка. Бідняки харчувалися дубовими жолудями. У містах свіжі овочі коштували дорого, тому бідним городянам доводилося задовольнятися лише сушеними овочами. Суп із сочевиці був традиційною стравою робітників.
Фрукти і свіжі, і сухі подавали до столу як десерти. Найпоширенішими з них був такий смачний і ситний продукт як фініки, а також родзинки і гранати. Сушені фініки часто вживали в їжу разом з вином, смаженими горіхами, нутом і буковими горішками.

### Риба і м'ясо
Споживання риби і м'яса коливалось залежно від багатства і місцезнаходження господарства. У сільській місцевості полювання (в основному за допомогою силець і пасток) доставляло на стіл селянина м'ясо дикої птиці і зайця. Як домашню птицю вирощували курей і гусей, а багатші селяни тримали кіз, свиней та овець. У місті м'ясо було дорогим, але ковбаса і сосиски, які виготовлялися із субпродуктів, були порівняно доступні для різних верств населення.
М'ясо займає менше місця в текстах класичного періоду, ніж в ранніх творах, але причиною може бути жанр, а не реальні зміни в сільському господарстві та харчових традиціях. Поїдання свіжого м'яса в гомерівському епосі описується як частина релігійного ритуалу — гекатомби. У ході цього ритуалу спалювали частини, призначені для богів (жир і кістки), а частини, призначені людям (м'ясо), смажили і роздавали учасникам ритуалу. Проте звичайна торгівля готовим м'ясом також існувала.
Спартанці в основному їли «чорну юшку» (грец. μέλας ζωμός, melas zōmos) зі свинини, солі, оцту та крові. Згідно Плутарха, «ця страва була настільки цінною, що її давали тільки старшим, молоді їли просто м'ясо». Спартанська юшка була добре відома в інших полісах, і вважалася винятково несмачною. Згідно жартів, приписаних різним авторам, хоробрість спартанців корениться в цій юшці: людина, якій доводиться регулярно їсти її, не буде дорожити своїм життям. Еліан, автор, який жив у II—III століттях, стверджує, що спартанським кухарям під загрозою вигнання було заборонено готувати що-небудь, крім м'яса (тобто, очевидно, цієї юшки).

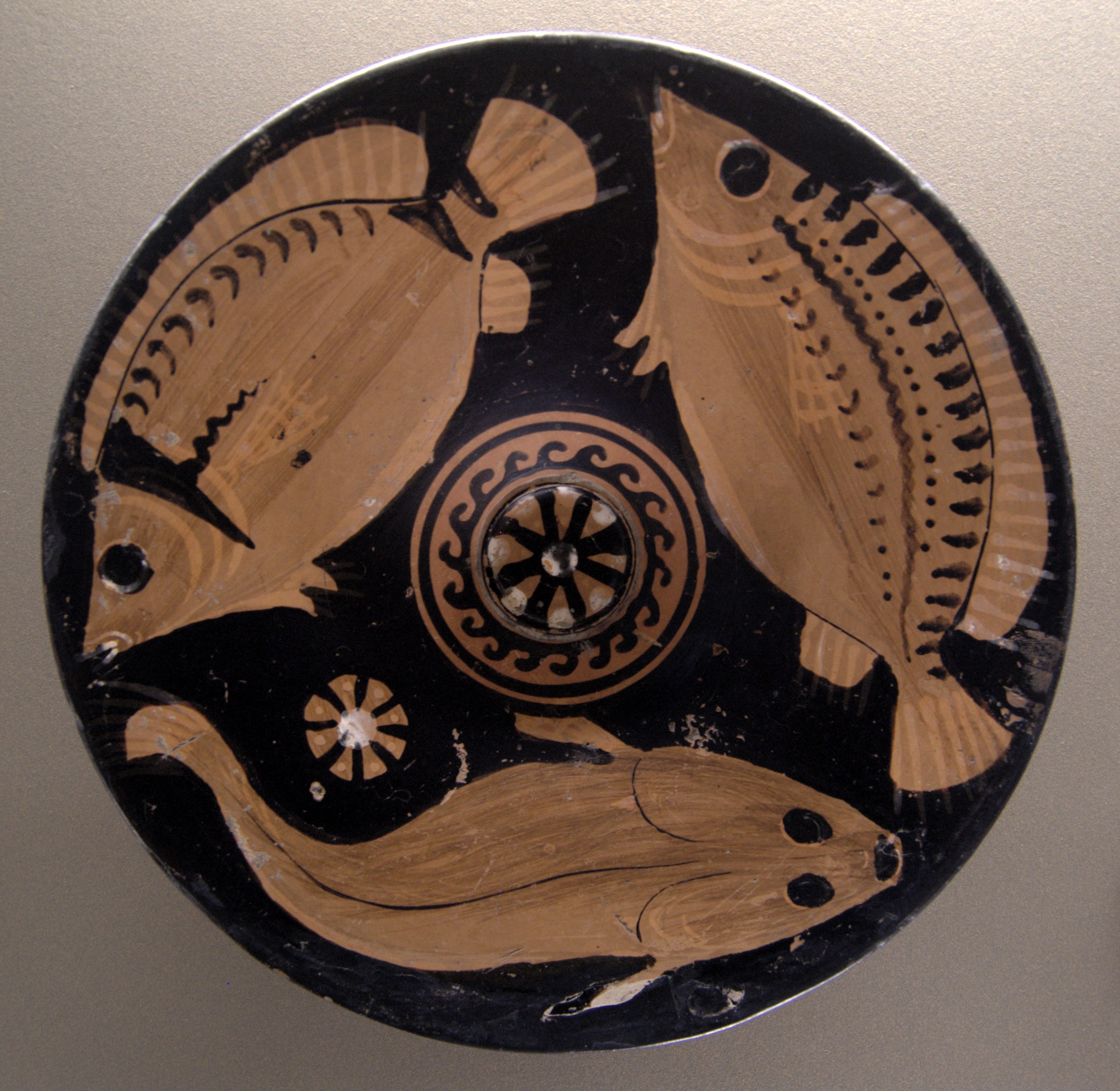
Давньогрецька тарілка із зображенням риб

Велика частина Греції являє собою прибережну територію, тому свіжа риба і морепродукти (кальмари, восьминоги та двостулкові молюски) були звичайною їжею. Іноді продавали свіжу рибу, але найчастіше підсолену. Стела кінця III століття до н. е. з маленького беотийського міста Акрафія на озері Копаїда містить список цін на рибу. Найдешевшим був скара (ймовірно, так називалася риба-папуга), тоді як північний блакитний тунець був утричі дорожчим. Поширеними морськими рибами були тунець, барабуля звичайна, скат, риба-меч і осетер (делікатес, який їли солоним). Озеро Копаїда було багате вуграми, серед інших прісноводних риб вживали щук, коропів і сомів.

### Яйця і молочні продукти
Греки розводили перепелів і курей, зазвичай через їхні яйця. Деякі автори також хвалять яйця фазанів і яйця єгипетського гусака, які самі по собі були рідкісними. Яйця готували некруто або круто і подавали як десерт. Білок, жовток і цілі яйця використовувалися як інгредієнти в приготуванні різних страв.
Сільські мешканці пили молоко, також було відомим масло (грец. βούτυρον, boutyron), однак і те, і інше рідко використовувалося в кулінарії. Так, комічний поет Анаксандрид називає жителів північного узбережжя «пожирачами масла». Жирне молоко тварини (греч. πυριατή, pyriatē) вважалося ласим напоєм. Головним молочним продуктом в Греції був козячий і овечий сир (греч. τυρός, tyros). Свіжий і твердий сир їли в чистому вигляді або подавали з медом і овочами. Його також використовували в приготуванні різних страв, включаючи страви з риби. Єдиний збережений рецепт сицилійського кухаря Мітейка (V століття до н. е.), що описує приготування риби, говорить: «випатрайте, видаліть голову, промийте, видаліть кістки, додайте сир і оливкову олію». Однак додавання сиру в страви віталося не всіма. Поет Архестрат пише, що сиракузькі кухарі псують смак риби, додаючи в неї сир.

## Напої
Найпоширенішим напоєм була вода. Жінки кожен день мали приносити в будинок воду, переважно джерельну: визнавалася її поживність, тому що вона дозволяє рослинам розвиватися, і хороший смак. Піндар називав джерельну воду «приємною, як мед». Греки описували воду як міцна, важка або легка, суха, кислотна, гостра, як вино тощо. Один з героїв комедії Антіфана заявляв, що він може розпізнати воду Аттики за смаком. Афіней повідомляє, що багато філософів пили виключно воду, в поєднанні з вегетаріанською дієтою. Також пили молоко, зазвичай козяче.

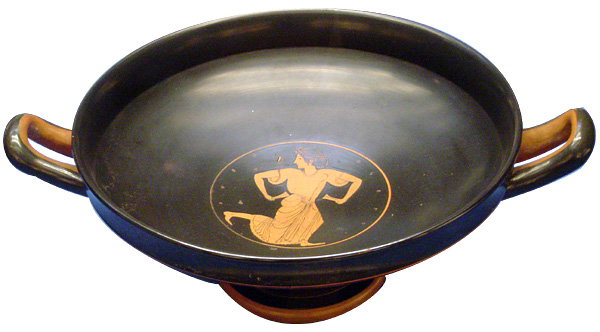
Килікс (приблизно 500 р. до н. е.)

Звичайним посудиною для пиття був скіфос, зроблений з дерева, теракоти або метала. Критій також згадує про кофон, спартанський кубок, військове перевага якого полягала в тому, що він приховував колір води і збирав весь бруд по краях. Греки також використовували посудину, звану килікс (неглибока чаша), а для бенкетів — канфар (глибока чаша з ручками) та ритон — ріг, який зазвичай завершується зображенням голови людини або тварини.

### Вино
Греки вміли робити червоне, рожеве і біле вино. Найкращі вина походили з Тасоса, Лесбоса і Хіоса; критське вино стало відоме пізніше. Другосортне вино, зроблене з води і залишків вичавленого винограду та змішане з винним осадом з бочки, робилося селянами для себе. Греки часто підсолоджували вино медом, в лікувальних цілях додавали в нього кмин, м'яту та інші трави. У першому столітті, якщо не раніше, вони вже були знайомі з вином, приправленим сосновою смолою. Еліан згадує про вино, змішане з парфумами. Також було відомо варене і солодке вино з Тасоса.
Вино зазвичай змішували з водою; нерозбавлене вино вміли робити досить міцним, і отримана суміш могла за вмістом спирту відповідати сучасному неміцному вину. Систематичне вживання нерозбавленого вина, що практикується північними варварами, як вважали греки, може зашкодити здоров'ю. Вино змішували в кратері, з якого раби наповнювали килікс п'ючи з допомогою ойнохоя. Вино також використовувалося як ліки. Еліан зауважує, що вино з Гераї в Аркадії призводить чоловіків у стан дурості, зате жінкам допомагає завагітніти, і навпаки, ахейське вино допомагає у перериванні вагітності. Поза цих терапевтичних цілей греки не схвалювали вживання вина жінками. За даними Еліана, марсельський закон обмежував жінок у вживанні вина. Спарта була єдиним містом, де жінки регулярно вживали вино.
Вино для себе зберігали в шкіряних бурдюках. Вино на продаж переливали в піфоси (грец. πίθοι) — великі глиняні глеки, а звідти розливали по амфорам і запечатували смолою для роздрібного продажу. Марочні вина мали спеціальні штампи від виробників та/або міських магістратів, які гарантували їх походження. Це один з перших випадків зазначення географічного походження або якості продукту, і є основою сучасної сертифікації.

### Кікеон
Греки також пили кікеон (κυκεών, від κυκάω, kykaō — трясти, заважати, збовтувати), який одночасно був напоєм і їжею. Це була ячмінна каша, до якої додавали воду і трави. У «Іліаді» напій також містить тертий козячий сир. В Одіссеї чарівниця Кірка додає до вина мед. У гомерівському гімні до Деметри богиня відмовляється від червоного вина, але п'є кікеон з води, борошна та м'яти; цей міф пояснює використання кікеона як ритуального напою в Елевсінських містеріях. Теофраст у своїх «Характерах» описує селянина, який перебрав кікеона і поводився грубо. Вважалося також, що кікеон може відновити нормальне травлення; так, в «Мирі» Гермес рекомендує кікеон головному героєві, який з'їв дуже багато сухофруктів.

## Кулінаріяв контексті грецької культури
Їжа відігравала важливу роль в культурі стародавніх греків. Автор епохи класицизму Джон Вілкінс зауважує, що в «Одіссеї», наприклад, хороша людина відрізняється від поганої і грек відрізняється від іноземця по тому, що і як він їв.
До III століття до н. е. скромність у їжі, обумовлена фізичними та кліматичними умовами життя в країні, вважалася чеснотою. Греки отримували задоволення від їжі, але цінували простоту. Цитуючи Хрісіппа можна сказати, що найкраща їжа була безкоштовною. Приготування їжі було прерогативою жінок: вільних і рабинь.
Греки відкидали східну зніженість в кулінарії і гастрономічні витребеньки, які вважалися ознаками занепаду. Грецькі автори із задоволенням описували дуже розкішний стіл перських царів; Геродот, Клеарх з Сол, Страбон і Ктесій були одностайні у своїх описах. Згідно Полієн, досліджуючи столову перського царського палацу, Олександр Македонський висміяв їх смак і звинуватив його в їх поразці. Павсаній, бачачи розкішні обідні звички перського командувача Мардонія, висміяв те, що «такі багаті перси грабували греків, ледь існуючих».
На відміну від персів, греки підкреслювали невибагливість своєї кухні. Плутарх розповідає, як один з Понтийских царів, бажаючи спробувати спартанської чорної юшки, купив кухаря-лаконця; але кухар сказав йому, що перед тим, як їсти цю юшку, необхідно викупатися в річці Еврот (тобто її можна їсти тільки зголоднівши після фізичних вправ).
Проте вже в класичний період кулінари стали вести свої записи. Еліан та Афіней згадують про тисячі кухарів, які супроводжували Сміндіріда з Сибаріса в його подорожі в Афіни в часи Клісфена. Платон в діалозі «Горгій» згадують кухаря Теаріона, Мітека, автора трактату про сицилійську кухню, і Сарамба, виноторговця. Ці троє були знаними знавцями випічки, кухні і вина. Пізніше кухарі стали писати трактати з кулінарії.
З часом все більше і більше греків стали вважати себе гурманами. З елліністичного по римський період, греки — принаймні багаті — більше не обмежували себе в їжі. Гості на бенкеті, описаному Афінеєм (II або III століття), присвячували більшу частину своїх бесід вину і гастрономії. Вони обговорювали переваги різних вин, овочів і м'яса, згадуючи фаршированих кальмарів, червоне черевце тунця, креветок, салат, политий медовухою, а також великих кухарів, таких як Сотерід, шеф-кухар царя Нікомеда I з Віфінії (правив з 279 до 250 року до н. е.). Коли цар був далеко від узбережжя, він сумував за анчоусами; Сотерід імітував їх за допомогою ріпи, оливкової олії, солі та посипав маковим насіннямм. Суду приписує цей рецепт римському гурману Апіцію (I століття до н. е.); це може служити доказом того, що греки і римляни досягли одного і того ж рівня розвитку кулінарії.

## Особливі дієти

### Вегетаріанство
Орфізм і піфагореїзм — два загальногрецькі містичні культи — пропонували шлях життя, заснований на концепції чистоти. Очищення (греч. κάθαρσις, катарсис) — форма аскетизму в первісному сенсі: аскесіс (греч. ἄσκησις) — спочатку ритуал, а тільки потім специфічний спосіб життя. Вегетаріанство було центральним елементом орфізму і деяких варіантів піфагореїзму.
Емпедокл (V ст. До н. е.) виправдовував вегетаріанство вірою в переселення душ: хто міг гарантувати, що тварина, приготована на забій, не була притулком людської душі? Разом з тим, можна відзначити, що Емпедокл також включив рослини в це переселення, таким чином, та ж логіка повинна застосовуватися при поїданні рослин. Вегетаріанство також було наслідком неприязні вбивства: «Орфей вчив нас обрядам і утриманню від вбивства».
Автори давньогрецьких комедій такі як Арістофан і Алексід описували піфагорійців, як строгих вегетаріанців, деякі з яких жили тільки на воді та хлібі. Послідовники інших традицій не вживали в їжу лише деякі овочі (особливо бобові), виключали з раціону м'ясо священних тварин, таких як білий півень, або окремих частин тіла тварини.
Звідси випливає, що вегетаріанство і ідея чистого аскетизму були тісно пов'язані і часто супроводжувалися сексуальним стриманістю. У трактаті «Про поїдання м'яса» Плутарх (I—II ст.) розвинув тему про варварське кровопускання; перевертаючи звичайні умови спору, він просить людину, що вживає м'ясо, виправдати свій вибір.
Неоплатоник Порфирій (III ст.) у трактаті «Про здержливість» асоціює вегетаріанство з критськими містичними культами і дає список вегетаріанців минулих років, починаючи з напівміфічного Епіменіда. Для нього вегетаріанство походить від Деметри, яка дала Триптолему подарунок — сніп пшениці, щоб він міг навчити людей сільському господарству. Його трьома заповідями були: «Почитай батьків», «Приноси богам в жертву плоди» і «Бережи тварин».

### Спортивна дієта
Згідно з Епіменідом, першим атлетом, який дотримувався дієти, був Ікос з Таранто, переможець олімпійського п'ятиборства (можливо, в 444 році до н. е.). Проте вже раніше говорилося про те, що олімпійський чемпіон з вільної боротьби Мілон з Кротона, з'їдав 20 фунтів м'яса і 20 фунтів хліба і випивав по вісім літрів вина щодня. Піфагор (можливо, філософ чи, ймовірніше, його тезка) першим запропонував спортсменам м'ясну дієту. Раніше використовувалася «суха дієта» (грец. ξηροφαγία xērophagía від ξηρός «сухий»), заснована на сухих фігах, свіжому сирі та хлібі.
Тренери пізніше змушували дотримуватися деяких стандартних дієтичних правил: щоб бути переможцем Олімпіади, «ти повинен їсти, відповідно до вимог і подалі триматися від десертів; ти не повинен пити холодну воду, але можеш випити вина, коли захочеш». Здається, ця дієта заснована переважно на м'ясі, так Клавдій Гален звинувачував атлетів свого часу «в ожирінні плоті і крові». Павсаній також посилається на «м'ясну дієту».

## Їжа спартанців
У спартанців були закони, які наказували їм не мати нічого зайвого як в житлі, так і в їжі. Щоб спартанці не звикали до смачної домашньої їжі, вони зобов'язані були обідати тільки за загальним столом, в так званих «обідніх клубах». Спартанці здавали необхідні продукти в загальний казан такого «обіднього клубу», щоб потім обідати разом. Таку систему харчування придумав і ввів на практиці цар Лікург. Зробив він це для підтримки рівності серед громадян, і можливості контролю, над способом життя спартанців. У невеликому колективі, де все на виду, життя кожної окремої людини багато в чому залежить від думки людей, які його оточують. Харчування за загальним столом, не давало спартанцям відчути смак до розкоші. Сусіди по столу пильно стежили за тим, хто як їсть, і піднімали на сміх тих, кому була не до смаку їх груба і огидна їжа.
Згідно з Арістофаном, солдати також їли прості страви, які іноді складалися лише з сиру та цибулі.
Спартанці в основному їли «чорну юшку» зі свинини, солі, оцту та крові. Згідно Плутарха, «ця страва була настільки цінною, що її давали тільки старшим, молоді їли просто м'ясо». Спартанська юшка була добре відома в інших полісах, і вважалася винятково несмачною.
Згідно жартів, приписаних різним авторам, хоробрість спартанців корениться в цій юшці: людина, якій доводиться регулярно їсти її, не буде дорожити своїм життям. Еліан, автор, який жив у II—III століттях, стверджує, що спартанським кухарям під загрозою вигнання було заборонено готувати що-небудь, крім м'яса (тобто, очевидно, цієї юшки). Згідно з легендою, гість з Сибарісу — грецького міста в південній Італії, відомого своєю любов'ю до розкоші і задоволень, сказав, що розуміє, чому спартанці так легко розлучаються з життям, після того, як спробував їхню чорну юшку. Рецепт чорної юшки не зберігся, однак супи з використанням крові і в наш час вживаються в різних країнах світу.